# ویلیام اچ. دیتریش
ویلیام اچ. دیتریش (به انگلیسی: William H. Dieterich) سناتور سابق عضو حزب دموکرات ایالات متحده آمریکا بود. وی در سال ۱۹۳۳ تا ۱۹۳۹ میلادی سناتور ایالت ایلی‌نوی در سنای ایالات متحده آمریکا بود.